# Aage
Cette page présente le prénom Aage ainsi que ses variantes.
Aage est un prénom masculin scandinave dérivé du vieux norrois Áki « Ancêtre ». Ce prénom, assez rare de nos jours, se rencontre essentiellement au Danemark et en Norvège.
Le prénom Aage est à l'origine du patronyme dano-norvégien Aagesen signifiant « Fils d'Aage ».

## Personnalités portant ce prénom
- Pour l'ensemble des articles sur les personnes portant ce prénom, consulter :
  - la liste des articles dont le titre commence par ce prénom
  - les listes produites par Wikidata : Liste des personnes de prénom « Aage » — même liste en incluant les éventuels prénoms composés qui contiennent « Aage ».